# Mont Clark
Ne doit pas être confondu avec Clark Mountain.
Pour les articles homonymes, voir Clark.
Le mont Clark (en anglais : Mount Clark) est une montagne du comté de Mariposa, en Californie, aux États-Unis. Elle est située dans la Yosemite Wilderness, au sein du parc national de Yosemite. Elle porte le nom de Galen Clark, conservationniste qui milita en faveur de la protection de la région.